# Irina Böving
Irina (Ira) Viktoria Böving, född Holm 31 januari 1914 i Sankt Petersburg, Ryssland, död 10 februari 1958 i Västerleds församling, Stockholm, var en svensk konstnär.
Hon var dotter till ingenjören Viktor Holm och Klavdia Tararina samt gift med ingenjören Jens-Gunnar Böving 1933.
Böving studerade konst för Edvin Ollers, Isaac Grünewald och Otte Sköld i Stockholm. Hon medverkade i utställningar med Sveriges allmänna konstförening. Hennes konst består till stor del av barnporträtt.